# Občanská válka v Iráku (2014–2017)
Občanská válka v Iráku (2014–2017) byl do značné míry ukončený ozbrojený konflikt, který je od roku 2014 také nazýván Iráckou krizí. Po stažení amerických vojsk v roce 2011 pokračoval konflikt různých náboženských a etnických skupin s centrální vládou Iráku a sektářské násilí mezi těmito skupinami. Zvláštním jevem byl vznik tzv. Islámského státu (IS) a jeho krutovlády na částech území Sýrie a Iráku. Ten však byl po počátečních úspěších vojensky přemožen.
Povstání, zvláště sunnitské menšiny, proti vládě v Bagdádu, jež je prakticky v rukou ší'itské většiny, bylo přímým pokračováním odboje proti americké invazi do Iráku v roce 2003.[zdroj⁠?!] Po stažení amerických vojsk se úroveň násilností zvýšila, když sunnitské ozbrojené skupiny přistoupily k útokům proti většinové ší'itské populaci s cílem podlomit důvěru ve schopnost Ší'ity dominované centrální vlády ochránit obyvatelstvo bez přímé americké podpory. Irácké ozbrojené skupiny byly stále více přitahovány probíhající občanskou válku v Sýrii, kde názorově velmi rozdílné sunnitské skupiny bojovaly proti syrské vládě, zatímco ší'itské skupiny, hlavně z Íránu a Libanonu, se připojily ke snaze syrskou vládu podpořit. V roce 2014 povstání dramaticky eskalovalo, když skupina známá jako Islámský stát v Iráku a Levantě dobyla druhé největší irácké město Mosul a další rozsáhlá území v severním Iráku. Konflikt v Iráku tak byl propojen s vývojem občanské války v Sýrii. Tento aspekt a pokusy o genocidu iráckých křesťanů a Jezídů vedly k opětovnému, i když omezenému zapojení amerických ozbrojených sil do iráckého konfliktu.

## Irácká krize 2014
Do prosince 2013 probíhaly v západním Iráku střety mezi klanovými milicemi, iráckými bezpečnostními jednotkami a Islámským státem v Iráku a Levantě (ISIL). Na počátku ledna 2014 obsadily jednotky ISIL města Fallúdžu a Ramádí stejně jako většinu governorátu Anbár. V důsledku toho zahájila irácká armáda ofenzivu s cílem obnovit kontrolu nad ztraceným územím. Před začátkem ofenzivy přednesl irácký premiér kontroverzní projev, v němž charakterizoval nadcházející ofenzivu jako pokračování starobylé sektářské války mezi „následovníky Husajna a následovníky Jazída I.“ Odkazoval se tak k bitvě u Karbaly z 7. staletí. Tím si znepřátelil anbárské sunnity, kteří před tím spolupracovali s iráckou vládou.
Vítězství ISIS v sousední Sýrii upevnila její pozice v Anbáru. V červnu 2014 zahájil Islámský stát v Iráku a Levantě ofenzivu, během níž obsadil 5. června Samarru. Druhé největší irácké město Mosul bylo obsazeno 9. června. O dva dny později ho následoval Tikrít, rodiště Saddáma Husajna. Poté, co irácká armáda uprchla na jih, obsadily kurdské jednotky Kirkúk s přilehlými rafineriemi, který je součástí sporného území narovnaného iráckou vládou i kurdskou administrativou. Na konci června ztratil Irák kontrolu nad hranicemi s Jordánskem a Sýrií. Irácký premiér Núrí Málikí naléhal 10. června po pádu Mosulu na vyhlášení stavu ohrožení státu. Navzdory bezpečnostní krizi nedovolil irácký parlament premiéru Malikímu vyhlásit stav ohrožení, mnoho sunnitských a kurdských poslanců se totiž nezúčastnilo parlamentní schůze, protože odmítali rozšíření premiérových pravomocí.
29. června 2014 změnil ISIL své jméno na Islámský stát. Vyhlásil „chalífát“ zahrnující jak Sýrii, tak Irák. Poté se velitel Abú Bakr al-Bagdádí prohlásil „chalífou“, vůdcem všech muslimů.
V srpnu 2014 proběhla ofenziva Islámského státu proti kurdským územím v severním Iráku. Islámský stát vyhlásil chalífát – systém vlády založený na fundamentalistickém výkladu islámského náboženského práva – dopouštěl se únosů žen a dětí stejně jako masových poprav ší'itů a nemuslimů. Tyto akce vedly k masovému exodu místních Jezídů a křesťanů.
Na začátku ofenzivy Islámský stát obsadil jezídské město Sindžár, což vedlo k útěku tisíců Jezídů hledajících útočiště v pohoří Sindžár, kde byli ohrožování nedostatkem vody a dalších nezbytností. Po obsazení města bylo popraveno velké množství Jezídů. Situace v pohoří Sindžár hrozila množstvím úmrtí na dehydrataci a hladovění. Tato situace spolu s ostřelováním Irbílu vedla k americké intervenci. 8. srpna provedlo americké letectvo první nálety na pozice Islámského státu.
11. srpna 2014 jmenoval irácký prezident Fuád Masúm nového premiéra Hajdara Abádího, který získal podporu většiny frakcí iráckého parlamentu. Núrí Málikí přes počáteční nesouhlas odstoupil z funkce premiéra.

## Dnes

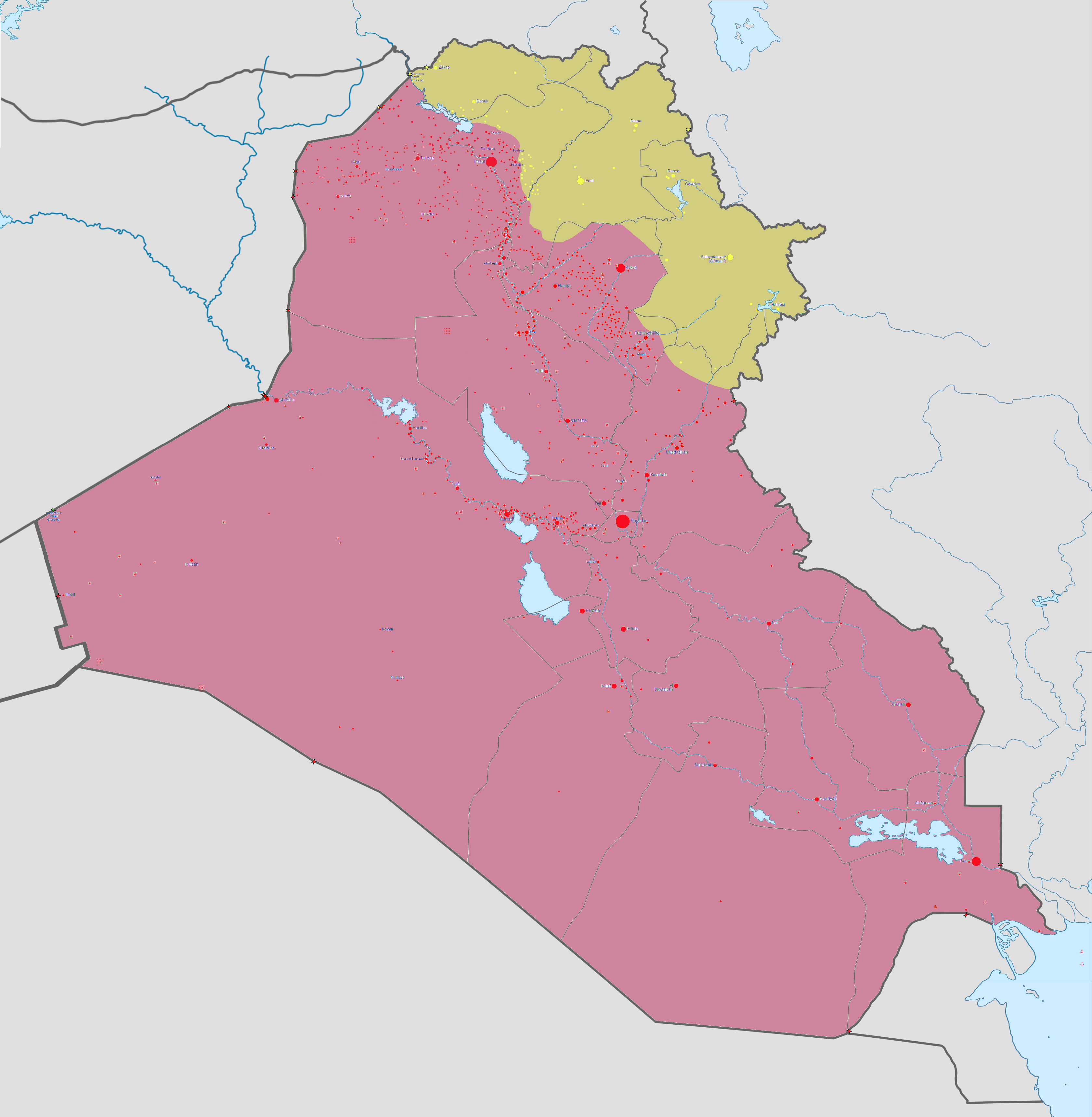
Mapa irácké vojenské situace:
červeně území pod iráckou vládou,
šedivě území pod Islámským státem,
žlutě území pod iráckými Kurdy,
modře území pod místními nebo kmenovými milicemi.

I přes to, že Islámský stát byl de facto poražen, část jeho bojovníků se transformovala do milice Riyat al-Bayda neboli Bílých vlajek (anglicky White Flags), jejímiž členy jsou také kurdští mafiáni. Velí jim muž jménem Al Mansouri a jejich počet se odhaduje od 1300 do 2000 mužů. Disponují obrněnou technikou ale i dělostřelectvem. Pohybovat by se měli v horách a jejich cílem je ovládnout ropná pole v dané oblasti a osvobození zbytku IS z hor Hamrin v okolí města Hawija kde by měli mít dokonce výcvikový tábor.